# The Dumplings
A The Dumplings lengyel elektromos zenei együttes. Debütáló stúdióalbumukat No Bad Days címmel 2014. májusában adta ki a Warner Music, ami a 2013–14-es zenei szezon egyik legnagyobb szenzációja volt a lengyel sajtó szerint.